# Philipp Helm
Philipp Helm OCist (* 21. Juni 1971 in Graz als Hagen Helm) ist ein österreichischer Ordenspriester und seit 2018 Abt des Stiftes Rein.

## Leben
Philipp Helm wurde am 21. Juni 1971 in Graz geboren. Er wuchs zusammen mit seinem Bruder in Peggau auf und besuchte die örtliche Volksschule. Während seiner Schulzeit am Bundesgymnasium Rein begann er sich für den Glauben sowie für das Klosterleben zu interessieren. Er engagierte sich in der katholischen Jugendarbeit und verbrachte mehrere Aufenthalte im Stift Rein. Nachdem er 1989 die Matura absolviert hatte, beschloss Helm, in das Zisterzienserstift Rein einzutreten.
Nach dem Noviziat begann er an Theologischen Fakultäten der Universitäten in Graz und Innsbruck Fachtheologie und selbstständige Religionspädagogik zu studieren. Er wurde mit der kirchenrechtlichen Magisterarbeit zum Leben und Werk des Rudolf Ritter von Scherer spondiert. Anschließend leistete Helm ein Pastoralpraktikum in der Pfarre Gratwein und wurde 1996 von Bischof Johann Weber zum Priester geweiht. Nach dem Tod von Abt Robert Beigl im Jahr 1996 wurde Helm Pfarrprovisor der Pfarren Gratwein und Stübing. Als Abtrat und Delegierter zum Kongregationskapitel war er in verschiedenen Gremien des Stiftes Rein sowie als Lehrer am Bundesgymnasium Rein und später auch an den Volksschulen seiner Pfarren tätig.
Im Zuge einiger personeller Umbesetzungen unter Abt Petrus Steigenberger im Jahr 2004, wurde Helm auch zum Kaplan von Maria Straßengel ernannt. 2006 erfolgte die Ernennung zum Pfarrmoderator des Pfarrverbandes Gratwein und Maria-Straßengel. Am 9. Januar 2009 wurde Helm vom Konventkapitel des Stiftes Rein zum Administrator für eineinhalb Jahre gewählt.
Am 24. September 2018 wurde Helm vom Kapitel des Stiftes Rein zum 58. Abt gewählt.
Am 4. November 2018 erfolgte im Beisein von Abtpräses Maximilian Heim und des päpstlichen Nuntius Erzbischof Peter Zurbriggen die Abtsbenediktion durch den Grazer Diözesanbischof Wilhelm Krautwaschl. Die Festpredigt hielt Altbischof Egon Kapellari. Zahlreiche Ehrengäste, an der Spitze der steirische Landeshauptmann Hermann Schützenhöfer, erwiesen dem neuen Abt die Ehre.